# Sportpark Kees Boekelaan
Sportcentrum Kees is een padel en fitness centrum gelegen aan de Kees Boekelaan in Bilthoven.
Sportpark Kees Boekelaan is een sportaccommodatie in Bilthoven voor met name de sporten hockey en tennis. Voorheen kon men ook cricket beoefenen.
Van 1908 tot 1927 speelde de voorloper van SCHC, de Utrechtse Gemengde Hockey Club al haar wedstrijden nabij de Kees Boekelaan op het Heidepark. In 1955 keerde SCHC weer terug en verkreeg het 5 velden. De velden rondom het clubhuis verkregen de naam Blijdenstein Weide. In 1983 arriveerde kunstgras op het sportpark. Dit werd in 1989 gevolgd door een tweede kunstgrasveld en in de jaren 90 een derde. 
Het eerste waterveld werd in het najaar van 1997 op het toenmalige veld 4 aangelegd. Op 28 augustus 2011 opende SCHC het eerste blauwe waterveld in Nederland. Hiervoor moest het oorspronkelijke veld 2 wijken. De Nederlandse hockeyploegen maakten geregeld gebruik van het waterveld voor trainingen in de aanloop naar de Olympische Spelen 2012.
Het clubhuis heeft meerdere metamorfoses ondergaan om het ledenaantal van SCHC bij te kunnen benen. In september 2011 nam SCHC twee nieuwe kunstgrasvelden in gebruik die enkele tientallen meters verderop aan de Kees Boekelaan liggen.